# よしまさこ
よし まさこ（1958年10月31日 - ）は、日本の漫画家。女性。横浜市出身。神奈川県立横浜緑ケ丘高等学校、横浜国立大学経済学部卒業。

## 略歴
1979年、『週刊マーガレット』増刊号掲載の『勝負あり!』でデビュー。 以後、同誌を中心に執筆し、現在は主に『コーラス』などの女性誌で執筆している。東京工芸大学芸術学部マンガ学科准教授を経て、同教授。 
2012年、赤松健のブログにおいてJコミに出品された3作品が来年早々にフランスで「紙の本」として再出版されることが発表された。

## 作品リスト
- 勝負あり!
- わかば白書 全2巻（1982年4月 集英社 マーガレットコミックス）
- 愛さずにはいられない 全3巻（1983年2月〜 集英社 マーガレットコミックス、Jコミ）
- 春・る・る・る（1983年8月 集英社 マーガレットコミックス）
- 潮風がいっぱい（1984年1月 集英社 マーガレットコミックス）
- BOOBOO 全4巻（1984年4月 集英社 マーガレットコミックス、Jコミ）
- 僕達のモーツァルト（1985年5月 集英社 マーガレットコミックス）
- 朝まで待てない（1983年11月 集英社 マーガレットコミックス、Jコミ）
- さよならサンタクロース（1986年12月 集英社 マーガレットコミックス）
- パンツが大好き（1987年9月 小学館 ビックSコミックス）
- サラダの時間（1987年12月 集英社 ヤングユーコミックス）
- 星へ行く船（1988年11月 白泉社 JETS COMICS 原作:新井素子）
- ひつじたちの午後（1989年3月 集英社 マーガレットコミックス）
- 箱船物語（1990年10月 集英社 ヤングユーコミックス）
- HAPPY BIRTHDAY 〜5年目の誕生日〜（1991年8月 集英社 ヤングユーコミックス）
- 毎日が恋愛映画（1992年9月 集英社 ヤングユーコミクス）
- A Little Heaven 結婚までに読む18のストーリー（1992年11月 スターツ出版 スターツブックス）
- パジャマ（1993年3月 集英社 ヤングユーコミックス）
- FOODS（1993年3月 河出書房新社 カワデ･パーソナル･コミックス）
- オレンジなふたり（1993年8月 講談社 KCミミ）
- ぱあぷるぴぷる（1994年12月 集英社 ヤングユーコミックス）
- PRISM IN GIRLS 素敵な恋をするための35のストーリー（96年6月 スターツ出版 スターツブックス）
- 月と太陽と目覚まし時計 全2巻（1996年8月〜 集英社 ヤングユーコミクス）
- B♭でmf（1997年7月 講談社 KCキス）
- 1丁目の楽園1〜3巻（1997年9月〜 集英社 ヤングユーコミクス コーラスシリーズ ワイド版）
- モーニングコール（1998年3月 集英社 ヤングユーコミクス コーラスシリーズ）
- わたしのいる星（1998年5月 スターツ出版 スターツブックス）
- ショパンとバイエル（1998年8月 集英社 ヤングユーコミクス コーラスシリーズ）
- うてなの結婚 全5巻（1999年1月〜 集英社 ヤングユーコミクス コーラスシリーズ）
- 地球(テラ)のリズム（2002年7月 集英社 クイーンズコミックス）
- 秘密のサッコちゃん 全2巻（2002年9月〜 講談社 KCキス）
- うてなの結婚〜あのんの恋愛編（2003年9月 集英社 クイーンズコミックス）
- うてなの結婚〜イオナの恋愛編（2004年8月 集英社 クイーンズコミックス）
- うてなの結婚+長女島編（2005年4月 集英社 クイーンズコミックス）
- うてなの結婚+TOWER編（2006年5月 集英社 クイーンズコミックス）
- うてなの結婚 文庫版 全6巻（2007年6月〜 集英社 集英社文庫 コミック版）
- 横浜迷宮（ラビリンス）全2巻（2008年12月 小学館 フラワーコミックスα）
- 川の行き先（2009年5月 集英社 集英社文庫 コミック版）
- プリンと水平線（2012年3月 小学館 フラワーコミックスα）
- エレノア・ルーズベルト (2013年５月　集英社　世界の伝記NEXT　共著　和田 奈津子　 相良 憲昭)
- アンネ・フランク(2015年７月　集英社　世界の伝記NEXT　共著　和田 奈津子　 大塚 信 )

### オムニバス
- 漫画家さんちの猫（2001年5月 講談社 講談社漫画文庫）
- 漫画家さんちの犬（2002年2月 講談社 講談社漫画文庫）
- ねこまん 猫だらけコミックス（2008年6月 集英社 ホームコミックス愛蔵版）
- flowers garden 幻想の迷宮（2009年2月 小学館 フラワーコミックスα）
- ねこまん 猫まんがランドへようこそ! （2009年7月 集英社 ホームリミックス愛蔵版）